# Wybory do Parlamentu Europejskiego w Chorwacji w 2014 roku
Wybory do Parlamentu Europejskiego VIII kadencji w Chorwacji zostały przeprowadzone 25 maja 2014. W ich wyniku zostało wybranych 11 eurodeputowanych. Wybory zakończyły się zwycięstwem opozycyjnej centroprawicy skupionej wokół Chorwackiej Wspólnoty Demokratycznej. Frekwencja wyniosła 25,24%.

## Wyniki
| Lista wyborcza                                                                | Głosy   | %     | Mandaty | Zmiana |
| ----------------------------------------------------------------------------- | ------- | ----- | ------- | ------ |
| Koalicja Patriotyczna (Chorwacka Wspólnota Demokratyczna, HSP AS, HSS i inne) | 381 844 | 41,42 | 6       | –      |
| Koalicja Kukuriku (Socjaldemokratyczna Partia Chorwacji, HNS, HSU, IDS, SDSS) | 275 904 | 29,93 | 4       | –1     |
| Chorwacki Zrównoważony Rozwój                                                 | 86 806  | 9,42  | 1       | +1     |
| Sojusz na rzecz Chorwacji (HDSSB, HSP, Hrast i inne)                          | 63 437  | 6,88  | 0       | –      |
| Chorwaccy Laburzyści – Partia Pracy                                           | 31 363  | 3,40  | 0       | –1     |
| Partnerstwo Chorwackiego Centrum (Forum Narodowe, HSLS i inne)                | 22 098  | 2,40  | 0       | –      |
| Pozostali                                                                     | 60 452  | 6,55  | 0       | –      |
| Głosy nieważne i puste                                                        | 29 076  | –     | –       | –      |
| Razem                                                                         | 950 980 | 100   | 11      | –1     |